# Astracantha
Genre
Classification phylogénétique
Astracantha est un genre de plantes à fleurs dicotylédones de la famille des Fabaceae (légumineuses), sous-famille des Faboideae, à répartition pantropicale, qui comprend environ 250 espèces acceptées. Certains auteurs considèrent que ce genre, très proche du genre Astragalus, doit être inclus dans ce dernier.
Ce sont des arbustes épineux. Une vingtaine d'espèces produisent de la gomme adragante.

## Description
Les feuilles des Astracantha portent tout d'abord des folioles, qui tombent et ne laissent que le rachis rigide, acéré et persistant, qui devient alors une épine.

## Taxinomie
Le botaniste allemand Dieter Podlech a décrit les Astracantha en 1983, regroupant en un genre distinct certaines astragales épineuses du Moyen-Orient en se basant sur l'anatomie de l'épine. Cette séparation en deux genres a été abandonnée en 1997, à la suite des travaux de S. Zarre et D. Podlech, et les Astracantha sont de nouveau incluses dans le genre Astragalus.

### Liste d'espèces
Selon The Plant List (20 décembre 2018) :
- Astracantha acetabulosa (C.C.Towns.) Podlech
- Astracantha acicularis (Bunge) Podl.
- Astracantha acmophylla (Bunge) Podlech
- Astracantha acmophylloides (Grossh.) Podlech
- Astracantha adanica (Ivan.) Greuter
- Astracantha adscendens (Boiss. & Hausskn.) Podlech
- Astracantha adusta (Bunge) Podl.
- Astracantha akscheherensis (Freyn & Bornm.) Greuter
- Astracantha albifolia (Freyn & Sint.) Podl.
- Astracantha albispina (Sirj. & Bornm.) Podlech
- Astracantha alexandri (Sirj.) Podlech
- Astracantha alexeenkoana (B.Fedtsch. & N.A.Ivanova) Podl
- Astracantha ambigua (Kuntze) Greuter & Burdet
- Astracantha amblolepis (Fisch.) Podlech
- Astracantha andrachnifolia (Fenzl) Podl.
- Astracantha andreji (Rzazade) Czerep.
- Astracantha antabica (Boiss.) Podl.
- Astracantha antiochiana (Post) Podl.
- Astracantha argyrothamnos (Boiss.) Greuter
- Astracantha arnacantha (M.Bieb.) Podlech
- Astracantha arnacanthoides (Boriss.) Podl.
- Astracantha asaphes (Bunge) Podlech
- Astracantha atenica (Ivan.) Podlech
- Astracantha atropatana (Bunge) Podlech
- Astracantha aurea (Willd.) Podlech
- Astracantha bactriana (Bunge) Podlech
- Astracantha baghensis (Bunge) Podlech
- Astracantha baibutensis (Bunge) Podl.
- Astracantha balanse (Boiss.) Podl.
- Astracantha barba-caprina (""Al.Fed., Fed. & Rzazade"") Podle
- Astracantha barba-jovis (DC.) Podl.
- Astracantha barbeyana (Post) Podl.
- Astracantha basianica (Boiss. & Hausskn.) Podlech
- Astracantha baytopiana (D.F. Chamb. & V.A. Matthews) Greuter & Burdet
- Astracantha bethlehemitica (Boiss.) Podl.
- Astracantha bienerti (Bunge) Podlech
- Astracantha bombycalyx (Eig) Podl.
- Astracantha brachycalyx (Fisch. ex Boiss.) Podl.
- Astracantha brachyptera (Fisch.) Podl.
- Astracantha breviflora (DC.) Podl.
- Astracantha carthlica (Al. Fed., Fed. & Rzazade) Podl.
- Astracantha caspica (M.Bieb.) Podlech
- Astracantha caucasica (Pall.) Podlech
- Astracantha celakovskyana (Freyn & Bornm.) Podl.
- Astracantha cephalotes (Banks & Sol.) Podl.
- Astracantha cerasocrena (Bunge) Podlech
- Astracantha cesarensis (Sirj. & Bornm.) Podlech
- Astracantha chorassanica (Bunge) Podlech
- Astracantha chthonocephala (Boiss. & Balansa) Podl.
- Astracantha commagenica (Hand.-Mazz.) Podl.
- Astracantha compacta (Lam.) Podl.
- Astracantha condensata (Ledeb.) Podlech
- Astracantha consimilis (Bornm.) Podl.
- Astracantha crassinervia (Boiss.) Podlech
- Astracantha crenophila (Boiss.) Podlech
- Astracantha cretica (Lam.) Podlech
- Astracantha cruentiflora (Boiss.) Podl.
- Astracantha cuspistipulata (Eig) Podl.
- Astracantha cymbibracteata (Huber-Mor. & Chamberlain) Podl.
- Astracantha cymbostegis (Bunge) Podl.
- Astracantha darmikii (Mouterde) Podl.
- Astracantha deinacantha (Boiss.) Podlech
- Astracantha delanensis (Širj. & Rech. f.) Greuter
- Astracantha delbesii (Eig) Podl.
- Astracantha delia (Boiss. & Hausskn.) Podl.
- Astracantha denudata (Steven) Podlech
- Astracantha diphterites (Fenzl) Podl.
- Astracantha diphtherites (Fenzl) Podlech
- Astracantha dipodura (Bunge) Podl.
- Astracantha dissecta (B.Fedtsch. & N.A.Ivanova) Podl
- Astracantha divaricata (Bunge) Podlech
- Astracantha dolona (Rassulova & Sharipova) Czerep.
- Astracantha drusorum (Boiss.) Podl.
- Astracantha drymophila (Bornm.) Podlech
- Astracantha dschuparensis (Freyn & Bornm.) Podlech
- Astracantha echidna (Bunge) Podlech
- Astracantha echidnaeformis (Sirj.) Podlech
- Astracantha echinus (DC.) Podlech
- Astracantha elazigensis (Ekim) Greuter & Burdet
- Astracantha elbistanica (Huber-Mor. & Chamberlain) Podl.
- Astracantha elisabethae (Sirj. & Rech.f.) Podlech
- Astracantha erinacea (Fisch.) Podlech
- Astracantha eriocephala (Willd.) Podlech
- Astracantha eriosphaera (Boiss. & Hausskn.) Podlech
- Astracantha eriostyla (Boiss. & Hausskn.) Podlech
- Astracantha eschkerensis (Boiss. & Hausskn.) Podlech
- Astracantha esfandiarii (Sirj. & Rech.f.) Podlech
- Astracantha exigua (Post) Podl.
- Astracantha fallax (Fisch.) Podl.
- Astracantha farakulumensis (Sirj. & Rech.f.) Podlech
- Astracantha flavirubens (""Al.Fed., Fed. & Rzazade"") Podle
- Astracantha flexilispina (Boriss.) Podlech
- Astracantha flexispina (Boriss.) Podl.
- Astracantha floccosa (Boiss.) Podlech
- Astracantha florulenta (Boiss. & Hausskn.) Podlech
- Astracantha gaillardotii (Boiss.) Podl.
- Astracantha garaensis (Sirj.) Podlech
- Astracantha gaziantepica (D.F. Chamb. & V.A. Matthews) Podl.
- Astracantha gemiana (Boiss. & Hausskn.) Podlech
- Astracantha gevashensis (D.F. Chamb. & V.A. Matthews) Podl.
- Astracantha ghilanica (Fisch.) Podlech
- Astracantha gigantostrobus (Rech.f. & Aellen) Podlech
- Astracantha glabrifolia (Bunge) Podlech
- Astracantha glaucopsoides (Bornm.) Podlech
- Astracantha globiflora (Boiss.) Podlech
- Astracantha gossypina (Fisch.) Podlech
- Astracantha granatensis (Lam.) Podlech
- Astracantha griseosericea (Eig) Greuter
- Astracantha gudrathii (""Al.Fed., Fed. & Rzazade"") Podle
- Astracantha gummifera (Labill.) Podlech
- Astracantha hakkiarica (D.F. Chamb. & V.A. Matthews) Podl.
- Astracantha hareftae (Nábělek) Greuter
- Astracantha hasbeyana (Boiss.) Greuter
- Astracantha heratensis (Bunge) Podlech
- Astracantha hilaris (Bunge) Podl.
- Astracantha hypsogeton (Bunge) Podlech
- Astracantha idae (Širj.) Podl.
- Astracantha imbricata (Boriss.) Podl.
- Astracantha insidiosa (Boriss.) Podlech
- Astracantha intermixta (Boriss.) Czerep.
- Astracantha isaurica (Huber-Mor. & V. Matthews) Podl.
- Astracantha jucunda (""Al.Fed., Fed. & Rzazade"") Czere
- Astracantha karabaghensis (Bunge) Podlech
- Astracantha karakalensis (Freyn & Sint.) Podlech
- Astracantha karjaginii (Boriss.) Podlech
- Astracantha kirshehirica (Chamberlain) Podl.
- Astracantha kristii (Širj.) Greuter
- Astracantha kuhistana (Bunge) Podlech
- Astracantha kuhitangi (Nevski) Podlech
- Astracantha kuramensis (Boriss.) Podl.
- Astracantha kurdica (Boiss.) Podlech
- Astracantha lagonyx (Fisch.) Podlech
- Astracantha lagowskyi (Trautv.) Podl.
- Astracantha lamarckii (Boiss.) Podl.
- Astracantha lasiocaulos (Bunge) Podl.
- Astracantha lasiostyla (Bunge) Podlech
- Astracantha lateritia (Boiss. & Hausskn.) Podlech
- Astracantha lateritians (Freyn & Bornm.) Podlech
- Astracantha laxiflora (Fisch.) Podl.
- Astracantha leioclados (Boiss.) Podlech
- Astracantha lepidantha (Boiss.) Podlech
- Astracantha leucoptila (Boiss. & Hausskn.) Podlech
- Astracantha longifolia (Lam.) Podl.
- Astracantha louisii (Thiébaut) Podl.
- Astracantha macrantha (Boriss.) Podlech
- Astracantha macrlacis (Boiss. & Buhse) Podl.
- Astracantha marschalliana (Fisch.) Podl.
- Astracantha meana (Boriss.) Podlech
- Astracantha meraca (Boriss.) Podlech
- Astracantha meschhedensis (Bunge) Podlech
- Astracantha mesoleia (Boiss. & Hohen.) Podlech
- Astracantha meyeri (Boiss.) Podlech
- Astracantha michauxiana (Boiss.) Podlech
- Astracantha microcephala (Willd.) Podlech
- Astracantha microptera (Fisch.) Podlech
- Astracantha mitchelliana (Boiss.) Podl.
- Astracantha morgani (Freyn) Podlech
- Astracantha morganii (Freyn) Podl.
- Astracantha multifoliolata (Boriss.) Podlech
- Astracantha multispina (Freyn & Bornm.) Podlech
- Astracantha muschiana (Kotschy & Boiss.) Podlech
- Astracantha myriacantha (Boiss.) Podlech
- Astracantha nebrodensis (Guss.) Greuter
- Astracantha noeana (Boiss.) Podl.
- Astracantha ochrobia (Bunge) Podlech
- Astracantha ochtoranensis (Freyn) Podlech
- Astracantha octopus (C.C.Towns.) Podlech
- Astracantha oleifolia (DC.) Podlech
- Astracantha oltensis (Grossh.) Podl.
- Astracantha pachyacantha (Bunge) Podlech
- Astracantha pachystachys (Bunge) Podl.
- Astracantha parnassi (Boiss.) Podlech
- Astracantha parrowiana (Boiss. & Hausskn.) Podlech
- Astracantha patnosica (D.F. Chamb. & V.A. Matthews) Podl.
- Astracantha pennata (Bunge) Podl.
- Astracantha pennatula (Huber-Mor. & Chamberlain) Podl.
- Astracantha peristerea (Boiss. & Hausskn.) Podlech
- Astracantha phrygia (Širj.) Podl.
- Astracantha piletoclada (Freyn & Sint.) Czerep.
- Astracantha plumata (Boriss.) Podlech
- Astracantha plumosa (Willd.) Podl.
- Astracantha podperae (Širj.) Podl.
- Astracantha polyantha (Bunge) Podlech
- Astracantha prominens (Boriss.) Podlech
- Astracantha prusiana (Boiss.) Podlech
- Astracantha pseudaurea (Sirj. & Rech.f.) Podlech
- Astracantha psilacmos (Bunge) Podl.
- Astracantha psilodontia (Boiss.) Podlech
- Astracantha psilostyla (Bunge) Podlech
- Astracantha pterocephala (Bunge) Podlech
- Astracantha ptilocephala (Baker) Podlech
- Astracantha ptilodes (Boiss.) Podl.
- Astracantha pulvinata (Bunge) Podlech
- Astracantha pycnantha (Boriss.) Podlech
- Astracantha pycnocephala (Fisch.) Podlech
- Astracantha qatmensis (Thiébaut) Podl.
- Astracantha radschirdensis (Sirj. & Bornm.) Podlech
- Astracantha rascheyaensis (Freyn & Bornm.) Podl.
- Astracantha rayatensis (Eig) Podl.
- Astracantha rhodochroa (Boiss. & Hausskn.) Podlech
- Astracantha roseocalycina (V.A. Matthews) Greuter
- Astracantha rousseana (Boiss.) Podl.
- Astracantha rubens (B.Fedtsch. & N.A.Ivanova) Podl
- Astracantha rumelica (Bunge) Reer & Podlech
- Astracantha schottiana (Boiss.) Podl.
- Astracantha semipellita (Bunge) Podlech
- Astracantha serpentinica (Sirj. & Rech.f.) Podlech
- Astracantha sicula (Biv.) Greuter
- Astracantha sofarensis (Thiébaut) Podl.
- Astracantha sofica (Bunge) Podlech
- Astracantha sommieri (Freyn) Podlech
- Astracantha spectabilis (Schischk.) Podl.
- Astracantha spiciformis (Eig) Greuter
- Astracantha splendidissima (Sirj. & Rech.f.) Podlech
- Astracantha stenonychioides (Freyn & Bornm.) Podlech
- Astracantha stipulosa (Boriss.) Podlech
- Astracantha strictifolia (Boiss.) Greuter
- Astracantha strictispina (Boiss.) Podl.
- Astracantha strobilifera (Benth.) Podlech
- Astracantha talarensis (Sirj. & Rech.f.) Podlech
- Astracantha talassea (Boiss. & Balansa) Podl.
- Astracantha terekensis (Al. Fed., Fed. & Rzazade) Podl.
- Astracantha theodoroviana (Fed. & Rzazade) Czerep.
- Astracantha thiebautii (Eig) Podl.
- Astracantha thracica (Griseb.) Podlech
- Astracantha tmolea (Boiss.) Podl.
- Astracantha tokatensis (Fisch.) Podl.
- Astracantha totschalensis (Bornm.) Podlech
- Astracantha tournefortii (Boiss.) Podl.
- Astracantha transoxana (Bunge) Podlech
- Astracantha trojana (Fisch.) Podlech
- Astracantha turkmenorum (Boriss.) Podlech
- Astracantha vedica (Takht.) Czerep.
- Astracantha vladimirii (Širj.) Podl.
- Astracantha voronoviana (Boriss.) Podl.
- Astracantha warburgii (Bornm.) Podl.
- Astracantha wartoensis (Boiss. & Kotschy) Podl.
- Astracantha wiedemanniana (Fisch.) Podl.
- Astracantha xanthogossypina (Hand.-Mazz.) Podl.
- Astracantha yueksekovae (V.A. Matthews) Greuter
- Astracantha zachlensis (Bunge) Podl.
- Astracantha zahlbruckneri (Hand.-Mazz.) Podl.
- Astracantha zoharyi (Eig) Podlech